# Le Courrier pour l'Enfer
Le Courrier pour l'Enfer ou Courrier de l'Enfer (冥途の飛脚, Meido no hikyaku) est une pièce suicide d'amour (shinjū) du grand dramaturge japonais Chikamatsu Monzaemon, écrite en 1711. Elle suit une intrigue similaire à certaines de ses autres pièces d'« amour-suicide », dont Suicides d'amour à Sonezaki et Suicides d'amour à Amijima. Le Courrier pour l'Enfer est basé sur des faits réels qui ont eu lieu à Osaka en 1710.

## Argument
Le Courrier pour l'enfer raconte l'histoire de Chubei, fils adoptif d'un courrier d'Osaka, qui est éperdument amoureux d'Umegawa la prostituée. Il commence à utiliser l'argent des clients pour racheter son contrat avant qu'un autre homme ne le fasse. Hachiemon, ami de Chubei, tente d'arrêter les comportements de Chubei en informant les collègues prostituées d'Umegawa et sa maîtresse de ce qui se passe, mais cela incite au contraire Chubei à briser le sceau qui fermait un sac de 300 pièces d'or appartenant à un samouraï important, crime passible de mort. Chubei et Umegawa s'enfuient ensemble d'Osaka et se dirigent vers la ville natale de Chubei, pour mourir ensemble dans les montagnes.

### Acte 1
La pièce s'ouvre sur un employé de la maison de messagerie Kameya qui traite avec des clients irrités parce que leurs livraisons d'argent en provenance de la capitale sont en retard. Le greffier s'excuse profusément auprès d'un jeune samouraï, disant que les expéditions sont retardées en raison de la pluie et qu'il aura bientôt son argent. La mère adoptive de Chubei exprime sa confusion et sa déception relativement aux nombreux retards de paiement et ses inquiétudes sur la réputation de leur maison de messagerie qui a toujours été remarquable jusqu'alors. Elle essaie de comprendre du clerc ce qui se passe car Chubei sort assez souvent. Elle exprime sa perplexité sur le fait que Chubei part avec trois paquets de mouchoirs et n'en rapporte aucun : « Comment peut-il se moucher autant ? ».
En réalité, Chubei, le fils adoptif de la propriétaire, détourne de l'argent des clients. Il a utilisé 50 pièces d'or en acompte sur l'achat du contrat d'Umegawa, une prostituée dont il est amoureux. Le narrateur nous informe que les tissus sont utilisés pour s'éponger après l'activité sexuelle. Chubei revient des quartiers de plaisir et se précipite dans la maison de son ami Hachiemon qui est là pour lui réclamer l'argent que lui doit Chubei. Chubei fait des excuses mais finit par se décomposer et avoue qu'il a dépensé l'argent de Hachiemon pour essayer de racheter le contrat d'Umezawa. Hachiemon dit qu'il est impressionné par le courage qu'il a fallu à Chubei pour faire sa confession et efface la dette. Cependant, comme il s'apprête à partir, la mère de Chubei sort et lui ordonne de donner son argent à Hachiemon. Comme il n'y a pas d'argent à donner, Chubei enveloppe un pot et le donne à Hachiemon. Sur l'insistance de sa mère, Chubei fait écrire un reçu d'argent à Hachiemon mais, comme celle-ci est analphabète, la note dit en fait qu'il n'a pas reçu d'argent.
Après le départ de Hachiemon, les courriers arrivent d'Edo transportant de l'argent pour de nombreux clients, dont 300 pièces d'or pour un samouraï et environ 800 pièces d'or pour d'autres clients. Chubei décide qu'il s'emparera immédiatement de l'argent destiné au samouraï, mais il se retrouve à marcher vers Umegawa dans les quartiers de plaisir. Il discute intérieurement, essayant de décider quoi faire. L'acte se termine tandis qu'il décide d'aller voir Umegawa.

### Acte 2
Le deuxième acte commence dans le quartier des plaisirs ; Umegawa vient de rentrer et se lamente auprès des autres filles, car elle craint que le concurrent de Chubei ne parvienne à la racheter avant ce dernier. Elle trouve cet autre homme ennuyeux et serait affligée s'il gagnait son contrat.
Hachiemon arrive à l'extérieur et raconte aux filles et à la maîtresse d'Umegawa ce qui se passe avec Chubei et leur montre le pot que Chubei lui a donné pour tromper sa mère. Il les exhorte à ne plus accepter d'argent de Chubei de peur que celui-ci ne se ruine. Chubei arrive et surprend cet échange. Son orgueil est blessé et, malgré les exhortations de Hachiemon et Umegawa, il brise le sceau sur l'argent du samouraï afin de jeter à Hachiemon l'argent qu'il lui doit. Il utilise ensuite le reste de l'argent pour racheter le contrat d'Umegawa et une fois qu'elle comprend ce qui est arrivé, ils s'enfuient ensemble d'Osaka.
La scène finale est considérée comme une séquence de danse et nécessite des narrateurs et des joueurs supplémentaires de shamisen. Umegawa et Chubei sont emmenés par palanquin hors d'Osaka, vers les montagnes. Chubei paie les porteurs de palanquin et ils partent ; Umegawa et Chubei continuent à pied. Chubei essaie de protéger Umegawa des éléments autant qu'il le peut alors qu'il commence à neiger sérieusement. Finalement, les deux succombent aux éléments et meurent.

## Traduction anglaise
- Major Plays of Chikamatsu, trad. par Donald Keene (New York: Columbia University Press, 1961), p. 161–94.

## Adaptation au cinéma
- 1959 : Une histoire d'amour de Naniwa (浪花の恋の物語, Naniwa no koi no monogatari?) de Tomu Uchida